# D.G.T. (Off and On)
D.G.T. (Off and On) är en låt av den rumänska sångaren Theodor Andrei, släppt den 19 december 2022. Låten släpptes ursprungligen som en del av Andreis album Fragil tillsammans med den rumänska sångaren Luca Udățeanu. Låten omarbetades senare till en soloversion med endast Andrei.

## Eurovision Song Contest
Omarbetningen med bara Andrei gjordes för att låten skulle kunna delta i Selecția Națională 2023, vilket var Rumäniens uttagning till Eurovision Song Contest 2023. Den 11 februari 2023 blev Theodor Andrei och låten vinnare av tävlingen och representerade därmed Rumänien i Eurovision Song Contest 2023. Låten tävlade i den andra semifinalen där den slutade på en 15:e plats med 0 poäng. Efter tävlingen uttryckte Andrei sig kritiskt mot det rumänska sändningsföretag TVR utifrån hur han behandlades under samarbetet med företaget. TVR ska bland annat ha nekat flera av hans scenidéer och tvingat honom framföra en långsammare omarbetning av låten.